# Adrián Ben
Adrián Ben Montenegro (ur. 4 sierpnia 1998 w Viveiro) – hiszpański lekkoatleta specjalizujący się w biegach średniodystansowych, halowy mistrz Europy z 2023.
Zdobył brązowy medal w biegu na 1500 metrów na mistrzostwach Europy juniorów w 2017 w Grosseto. Zajął 6. miejsce w biegu na 800 metrów na mistrzostwach świata w 2019 w Dosze i 5. miejsce na tym dystansie na igrzyskach olimpijskich w 2020 w Tokio.
Zdobył srebrny medal w sztafecie mieszanej na mistrzostwach Europy w biegach przełajowych w 2022 w La Mandria.
Zwyciężył w biegu na 800 metrów na halowych mistrzostwach Europy w 2023 w Stambule, wyprzedzając Benjamina Roberta z Francji i Eliotta Crestana z Belgii.
W 2021 zdobył mistrzostwo Hiszpanii w biegu na 800 metrów.

## Osiągnięcia
| Rok  | Impreza                                   | Miejsce    | Konkurencja                   | Pozycja    | Wynik   |
| ---- | ----------------------------------------- | ---------- | ----------------------------- | ---------- | ------- |
| 2015 | Mistrzostwa świata juniorów młodszych     | Cali       | bieg na 2000 m z przeszkodami | 6. miejsce | 5:45,59 |
| 2016 | Mistrzostwa świata juniorów               | Bydgoszcz  | bieg na 1500 m                | eliminacje | 3:47,88 |
| 2017 | Mistrzostwa Europy juniorów               | Grosseto   | bieg na 1500 m                | 3. miejsce | 3:57,32 |
| 2018 | Mistrzostwa Europy                        | Berlin     | bieg na 1500 m                | eliminacje | 3:42,81 |
| 2019 | Halowe mistrzostwa Europy                 | Glasgow    | bieg na 1500 m                | eliminacje | 3:48,24 |
| 2019 | Młodzieżowe mistrzostwa Europy            | Gävle      | bieg na 1500 m                | eliminacje | 3:47,78 |
| 2019 | Mistrzostwa świata                        | Doha       | bieg na 800 m                 | 6. miejsce | 1:45,58 |
| 2021 | Igrzyska olimpijskie                      | Tokio      | bieg na 800 m                 | 5. miejsce | 1:45,96 |
| 2022 | Mistrzostwa świata                        | Eugene     | bieg na 800 m                 | eliminacje | 1:46,71 |
| 2022 | Mistrzostwa Europy                        | Monachium  | bieg na 800 m                 | półfinał   | 1:49,26 |
| 2022 | Mistrzostwa Europy w biegach przełajowych | La Mandria | Sztafeta mieszana             | 2. miejsce | 17:24   |
| 2023 | Halowe mistrzostwa Europy                 | Stambuł    | bieg na 800 m                 | 1. miejsce | 1:47,34 |
| 2023 | I dywizja drużynowych mistrzostw Europy   | Chorzów    | bieg na 800 m                 | 8. miejsce | 1:47,36 |
| 2023 | Mistrzostwa świata                        | Budapeszt  | bieg na 800 m                 | 4. miejsce | 1:44,91 |
| 2024 | Mistrzostwa Europy                        | Rzym       | bieg na 800 m                 | 6. miejsce | 1:46,54 |
| 2024 | Igrzyska olimpijskie                      | Paryż      | bieg na 800 m                 | repasaże   | 1:45,37 |
| 2025 | Halowe mistrzostwa świata                 | Nankin     | bieg na 1500 m                | 6. miejsce | 3:39,96 |
| 2025 | I dywizja drużynowych mistrzostw Europy   | Madryt     | bieg na 1500 m                | 4. miejsce | 3:40,31 |

## Rekordy życiowe
- bieg na 800 metrów – 1:43,92 (24 sierpnia 2023, Budapeszt)
- bieg na 800 metrów (hala) – 1:45,39 (28 lutego 2025, Madryt)
- bieg na 1500 metrów – 3:32,07 (6 czerwca 2025, Rzym)
- bieg na 1500 metrów (hala) – 3:36,95 (21 marca 2025, Nankin)
- bieg na milę – 4:11,47 (25 lipca 2016, Pontevedra)
- bieg na 2000 metrów – 5:09,60 (18 maja 2019, Ibiza)
- bieg na 3000 metrów – 8:00,42 (12 maja 2018, Baie-Mahault)
- bieg na 3000 metrów (hala) – 7:53,66 (8 stycznia 2023, Ourense)